# Seznam slovenskih časopisov v ZDA
Slovenski časopisi v ZDA so nastajali v tistih območjih ZDA, kjer se je priselilo pred ali po prvi svetovni vojni največ Slovencev iz območja avstro-ogrske monarhije. Prvenstveno pa so bili to ekonomski emigranti, kasneje pa tudi politični. Zaradi informiranja svojih rojakov so razna društva in posamezniki organizirali izdajanje svojih časopisov.
Prvi časopis v ZDA (Amerikanski Slovenec) je nastal leta 1891, v Chicagu, bil je pobožen in skromen, kmalu je ugasnil. Sledila je cela vrsta novih, ki so se rojevali in umirali, predvsem zaradi slabe uredniške politike. Takratni najboljši urednik slovenskih časopisov iz Chicaga, Frank Zaitz, je to najlepše povedal takole: »V interesu gospodarjev ni bilo, da bi najemali dobre urednike, prvič, ker imajo dobri uredniki več ali manj svoja prepričanja in drugič, ker bi jih bilo treba plačati vsaj toliko, kakor tiskarske delavce.« Gospodarji slovenskih listov v ZDA so najemali za urednike ljudi, ki so vsaj za silo poznali pravila slovenske slovnice in ki so ubogali vsaj nekaj tednov, potem pa se je ponudil nov uredniški kandidat in sledila je sprememba. Slovenci so radi brali slovenske časopise, vendar urednikov niso spoštovali. Velik problem pri pisanju časopisov je bil tudi ta, da je večina priseljencev prihajala z vasi. 
Kljub vsem tem problemom je v letu 1927 v ZDA še vedno izhajalo 15 slovenskih časopisov in sicer:
- Amerikanszki Szlovencov glász – je izhajal v South Bethlehemu, v Pensilvaniji, kjer mnog Slovenec je emigriral iz Prekmurja in Porabja (v tistem času Avstro-Ogrska, z imenom Slovenska krajina). Jezik časopisa je bila prekmurščina in samo madžarski črkopis je uporabljala.
- Prosveta - izhajal je v Chicagu in je bil v lasti Slovenske narodne podporne jednote, urejala sta ga Jože Zavertnik in Ivan Molek, blizu je bil socialističnemu gibanju, bil je dnevnik in je izhajal v nakladi 12.000 izvodov, občasno pa za vse članstvo v 40.000 izvodih. To je bil največji časopis v slovenščini v ZDA, ustanovljen pa je bil leta 1908.
- Glas naroda - je bil drugi največji dnevnik v ZDA. Tiskal se je v New Yorku od leta 1893. Njegov ustanovitelj je bil Fran Sakser, ki se je politično zavzemal za republikance, urejal pa ga je Janez Trček, izhajal je v nakladi 7850 izvodov.
- Enakopravnost - izhajal je v Clevelandu in je bil glasilo Slovenske svobodomiselne podporne zveze. Politično ni bil točno usmerjen, vendar se je vedno zavzemal za napredne smeri. Izhajal je kot dnevnik v nakladi 7250 izvodov.
- Amerikanski Slovenec - je bil glasilo slovenskih katolikov. Tiskali so ga v Chicagu petkrat tedensko, vodili pa so ga frančiškani. Glavni urednik je bil John Jerich in je izhajal v neznanem številu izvodov tedensko.
- Ameriška domovina - izhajal je trikrat na teden v Clevelandu, lastnik je bil Lojze Pirc, usmerjen pa je bil katoliško, imel je okoli 2000 naročnikov.
- Glas svobode - izhajal je v Chicagu dvakrat na teden, usmerjen je bil republikansko. Ustanovljen je bil v letu 1902. Urejeval ga je Zvonko Novak in je izhajal v 4000 izvodih.
- Delavec - je bilo glasilo slovenskih komunistov, tiskal se je v Chicagu enkrat tedensko v nakladi 2000 izvodov.
- Proletarec - je bilo glasilo Jugoslovanske socialistične zveze, izhajal je enkrat tedensko v nakladi 2800 izvodov in je predstavljal reprezentančno revijo delavskega gibanja v ZDA. Ustanovljen je bil leta 1906 v Chicagu, njegov urednik pa je bil vrsto let Frank Zaitz.
- Glasilo KSKJ - je bil tednik Kranjsko-slovenske katoliške jednote, tiskali so ga v Jolietu v nakladi 17.000 izvodov tedensko.
- Nova doba - je bil tednik, ki ga je izdajala Jugoslovanska katoliška jednota v Clevelandu, izhajal je v nakladi 10.000 izvodov tedensko.
- Vestnik -je bil tednik, ki ga je izdajala Jugoslovanska podporna zveza Sloga s socialistično usmeritvijo, izhajal je v Milwaukeeju, v nakladi 2000 izvodov tedensko.
- Čas - je bil znanstveni mesečnik, izhajal je v Clevelandu, v nakladi 2000 izvodov mesečno.
- Novi čas, naslednik revije Čas
- Mladinski list - je bil mesečnik namenjen slovenski mladini, izdajala ga je Slovenska nararodna podporna jednota, izhajal je v Chicagu pod uredništvom I. Moleka, v nakladi 7000 izvodov mesečno.
- Ave Maria - je bil katoliški mesečnik, ki so ga izdajali frančiškani v Lemontu, količina naklade ni znana.
- Szlobodna Rejcs – Free Word (1916-1928) v prekmurščini
- Szlovenszke novine (iz Szlobodne Rejcsi) v prekmurščini
- Vogrszki Szlovenecz – The voice of Slovenians from Hungary (1916-?) v prekmurščini
- Zvejzda Vogrszki Szlovenczov – Star of Slovenians from Hungary (1916-1922) v prekmurščini

## Vir
- Življenje in svet - tedenska revija v letu 1927 št. 25